# Haplogruppe E (Y-DNA)

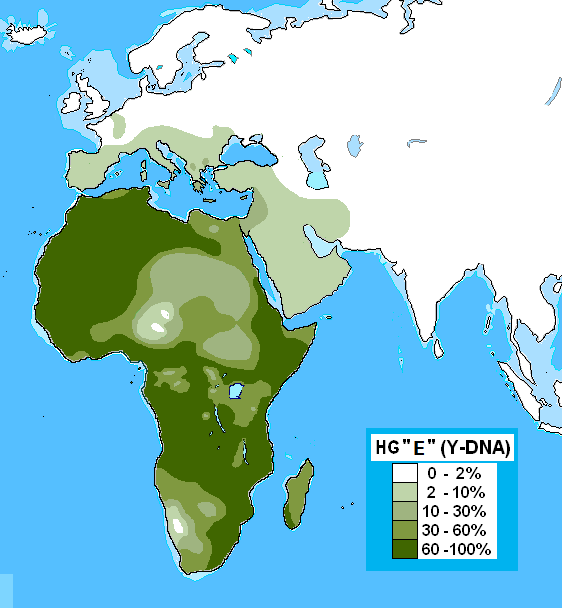
Haplogroup E (Y-DNA)

Haplogruppe E ist in der Humangenetik eine Haplogruppe des Y-Chromosoms.
Diese Haplogruppe wird in zwei Untergruppen aufgeteilt: E1 (oder E-P147), unterschieden durch die SNP-Mutation P147, und E2 (oder E-M75), unterschieden durch M75.

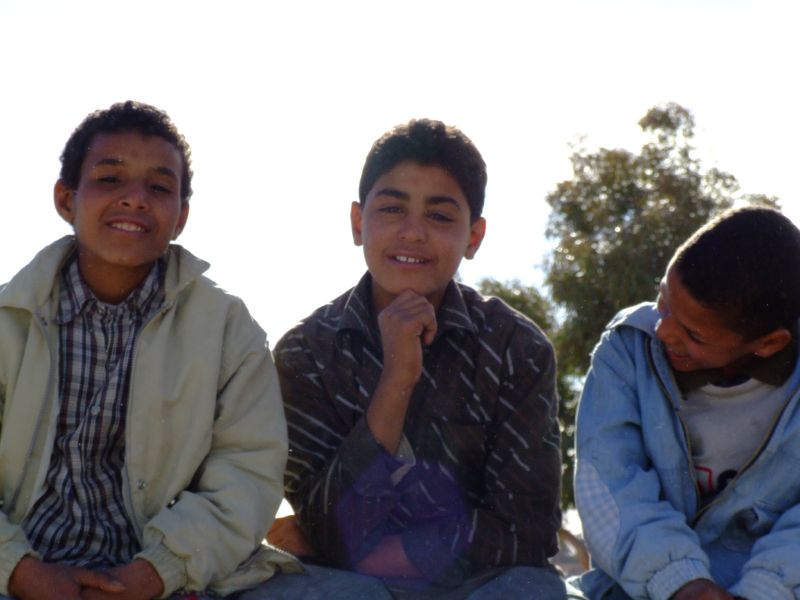
E1b1b: Die häufigste Y-Haplogruppe unter nordafrikanischen Berbern

E1 wird in weitere Untergruppen unterteilt:
- E1a (früher E1), unterschieden durch M33 und M132. Davon existieren zwei weitere Untergruppen:

- E1a1 (oder E-M44, früher E1a)
- E1a2 (oder E-P110)

- E1b, unterschieden durch P177. Sie enthält zwei besonders große Untergruppen:

- E1b1 (früher E3 auch als  E-M215 bezeichnet). E1b1 ist weiterhin in Untergruppen unterteilt

- Haplogruppe E1b1a (früher E3a)
- Haplogruppe E1b1b (früher E3b)

- E1b2 (früher E4)

E2 wird kaum gefunden, hat aber trotzdem zwei Untergruppen:
- E2a M41/P210
- E2b M54, M90, M98. Dieser Stamm enthält E2b1 (E-M85), früher als E2b2 bekannt, und seine Untergruppen.

E1 und E2 werden fast ausschließlich in Afrika vorgefunden, nur E1b1b kommt in bedeutender Anzahl in Europa und Westasien vor. Die meisten Afrikaner südlich der Sahara gehören der Haplogruppe E an, während Europäer eher seiner Subgruppe E1b1b angehören.
Haplogruppe E scheint in Westasien oder Nordostafrika entstanden zu sein, gemessen an der Dichte und Vielfalt der heutigen Bevölkerung in dieser Gegend. Tatsächlich ist Haplogruppe E aber mit D verwandt, die allerdings nicht in Afrika verbreitet ist und so offenlässt, ob E nicht in Zentralasien oder Westasien entstand und durch Rückbesiedelung wieder nach Afrika gelangte. In der Tat glaubt Stephen Oppenheimer, dass die ersten Menschen am Einflussbereich des Roten Meeres zwischen Äthiopien und dem Jemen zum ersten Mal erfolgreich Afrika verließen. Das würde bedeuten, dass die Haplogruppe DE den Jemen erreichte, während D nach Südostasien auswanderte und E in Arabien siedelte und später eine (fast ausschließlich) männliche Migration nach Afrika einsetzte.

## Untergruppen
Verzweigungen der Haplogruppe E schließen E1a, E2, E1b1a (M2) und E1b1b mit ein (M35).
E1a:
E1a (M33) entstand in Westafrika, und heute existiert diese Haplogruppe in der Gegend um Mali. In einer Studie wurden bei einer Probe an 34 % (15/44) der malinesischen Männer Y-Chromosomen der Haplogruppe E1a-M33 gefunden. Haplogruppe E1a ist auch in Proben von marokkanischen Berbern, von Sahrawis, in Burkina Faso, im Nordkamerun, im Senegal, im Sudan, in Ägypten und in Kalabrien gefunden (einschließlich der italienischen und albanischen Bewohner der Region).
Die geringe Dichte von E1a in Nordafrika und in Europa (weniger als 4 %) wird im Allgemeinen dem Sklavenhandel zugeschrieben, da sie bei westafrikanischen Bevölkerungen charakteristisch ist.

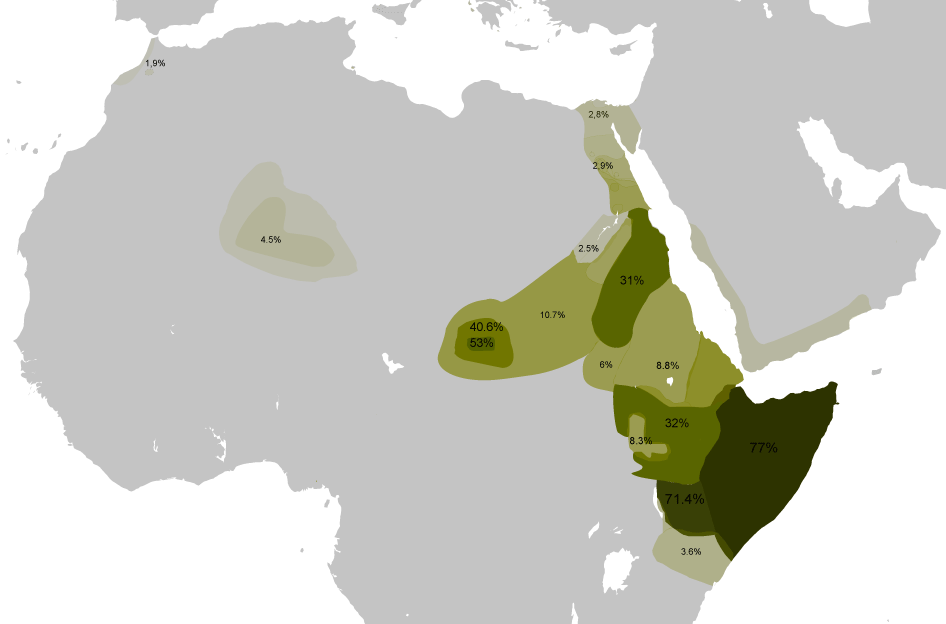
Verteilung von E1b1b-V32 nach Cruciani et al. 2007.

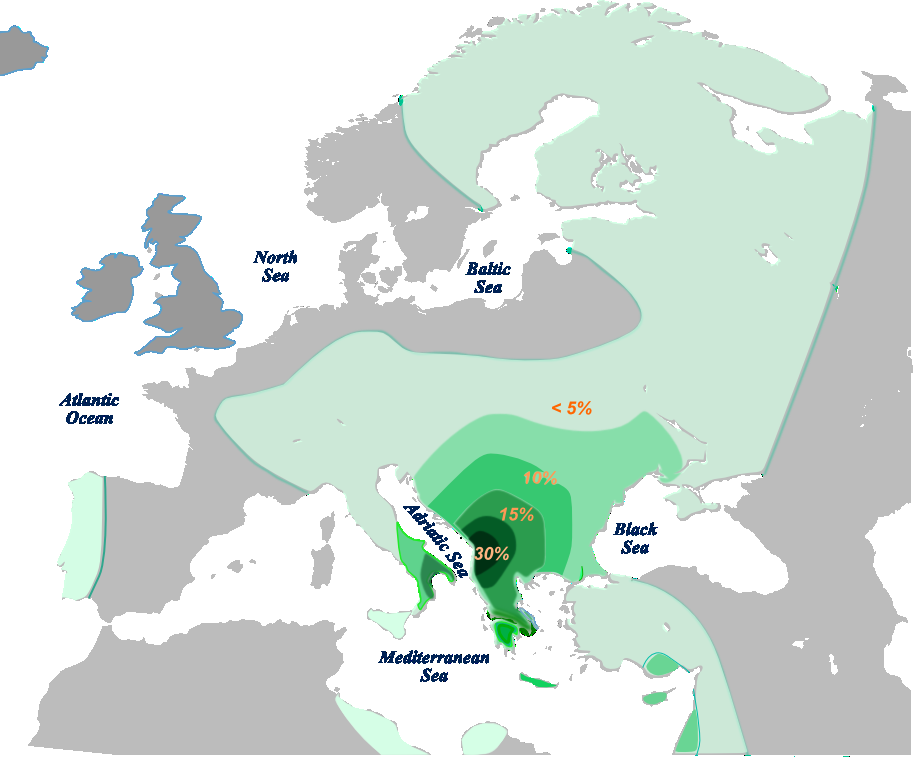
Verteilung von E1b1b-V13 nach Cruciani et al. 2007.

E1b1 ist eine Verzweigung von E1b und ist die häufigste Subgruppe von E. Sie verzweigt sich in zwei Haupthaplogruppen: E1b1b (M35) vor ungefähr 24–27.000 Jahren (Cruciani et al. 2004), gefolgt von E1b1a (M2) gut 10.000 Jahre später. 
E1b1a ist fast ausschließlich mit West-, Zentral-, Süd- und Südostafrika verbunden. Es ist die häufigste Y-Haplogruppe in Subsahara-Afrika sowie unter Afroamerikanern und Westindern. Außerhalb von Afrika wurde sie nur in geringer Dichte beobachtet und ihre Verbreitung wird im Allgemeinen dem Sklavenhandel zugeschrieben.
E1b1b ist die häufigste Y-Haplogruppe unter Äthiopiern, Somali, Einwohnern Eritreas und bei nordafrikanischen Berbern und Arabern. Sie ist die dritthäufigste Haplogruppe in Europa. Sie kommt auch in hoher Dichte im Nahen Osten vor, von wo aus sie sich in den Balkan und den Rest Europas verbreitete. E1b1b hat drei verschiedene Subgruppen: M78, M81 und M34.
E1b1b1a (E-M78): M78 wird in ganz Nordafrika und am Horn von Afrika gefunden, wie auch im Nahen Osten und in Europa. Das Verbreitungsgeflecht ist geographisch strukturiert. Das α-Cluster ist Europa zugeordnet, wo es im Balkan am häufigsten vorkommt. Es hat eine Dichte von 23,8 % unter Griechen und ungefähr 47 % in der Peloponnes-Region in Griechenland, eine Dichte von ungefähr 25 % unter Albanern, 46 % unter Kosovo-Albanern, und einer Dichte von ungefähr 20 % in einigen südslawischen Bevölkerungen (Serben, Mazedonier, Bulgaren). Unter Juden ist E1b1b die zweithäufigste Y-Haplogruppe nach der Haplogruppe J (Y-DNA) sowohl in Europa als auch im Mittleren Osten. β- und γ-Cluster werden Nord- und Nordostafrika zugeordnet. Das vierte δ-Cluster wird zwar in allen Regionen jedoch bei niedriger Dichte gefunden. Cruciani schlägt vor, dass es das δ-Cluster war, das die Mutation M78 in Nord- und Nordostafrika, dem Nahen Osten und später in Europa verbreitete, c. 14 KYA. Es waren nur spätere Bevölkerungsexpansionen der α-, β- und γ-Cluster (die sich deutlich vom δ-Cluster unterscheiden), die zu der starken Verbreitung von E1b1b führten.
In Nordostafrika scheint es, dass die Subgruppe M34 sich nur auf Äthiopien beschränkt. Jedoch sind die Chromosomen M34 in einer breiten Mehrheit der Bevölkerungen vom Nahen Osten gefunden worden. Chromosomen M34 von Äthiopien zeigen weniger Abweichungen untereinander als die vom Nahen Osten und sind im M34 Verbreitungsgeflecht enger verwandt. So wird angenommen, dass M34 Chromosomen vom Nahen Osten aus in Äthiopien eingeführt wurden.
E1b1b1b (E-M81):
M81, die Hauptsubgruppe von E1b1b, ist in Nordafrika besonders auf Berber und arabische Bevölkerungen dieser Region konzentriert. M81 wird auch, obwohl bei niedriger Dichte von 1,6 bis 4 %, auf der Iberischen Halbinsel gefunden. Cruciani schreibt seine Anwesenheit in Spanien einer modernen Migration der M81 tragenden Völker des Maghreb zu. Möglicherweise stimmt sie mit der islamischen Eroberung von Spanien überein.

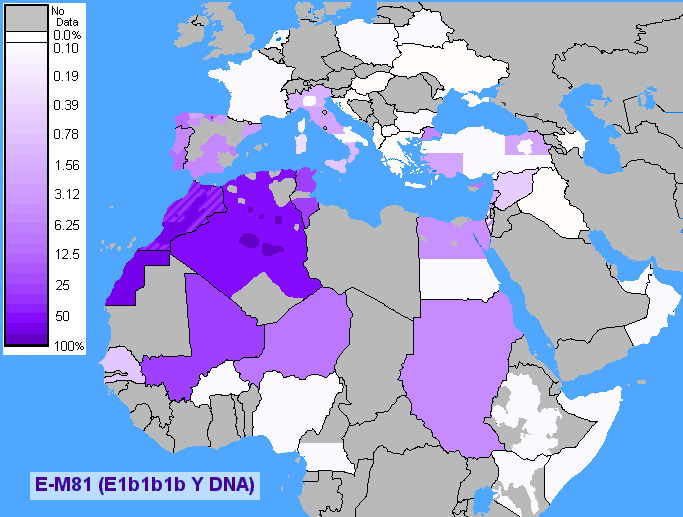
Verteilung des Haplotyps E-M81 in spezifischen Arealen von Afrika, Asien und Europa

Gelehrte wie Hammer et al. und Semino et al. haben die Verbreitung von E1b1b in Europa einer alten Migration von Ostafrika aus durch nordafrikanische und nahöstliche Bauern während des Neolithikums zugeschrieben. Das Vorherrschen des α-Clusters der Subgruppe M78 in Europa, stellte Cruciani heraus, sei durch Völker verbreitet worden, die in Südosteuropa ansässig waren, möglicherweise als Reaktion auf die Ankunft der neolithischen Landwirtschaft über kulturelle Kontakte mit dem Nahen Osten. In Europa kam sie möglicherweise direkt von Nord- oder Nordostafrika an. So ist seine Verbreitung nicht einem gleichförmigen Prozess von Wanderungen einer einzigen nahöstlichen Gesellschaft zuzuschreiben, sondern eher einer Reihe unterschiedlicher Migrationen.
E2 (M75) ist unter Subsaharaafrikanern im Westen und in Ostafrika vorhanden. Die höchste Konzentration der Haplogruppe E2 ist unter Südafrikanern gefunden worden, bei Kenianern und Bantu. Eine mittlere Konzentration dieser Haplogruppe wurde in Proben in Burkina Faso, an Hutu und Tutsi in Ruanda, bei den Fon aus Benin, Iraqw aus Tansania, unter nicht identifizierten südafrikanischen Khoisan, dem Sudan, Nordkamerun und dem Senegal gefunden, sowie in kleiner Dichte in Katar, dem Oman und in Äthiopien in den n-Oromo-Proben.
Das geringe Vorhandensein von Haplogruppe E2 bei Bewohnern des Oman und des Katar (< 5 %) sowie in Oromo (< 2 %) sind dem Sklavenhandel und der Bantu Expansion zuzuschreiben, wie sie in den westlichen, zentralen, südlichen und südöstlichen afrikanischen Bevölkerungen charakteristisch sind.